# Dusun Baru (Kota Padang)
Dusun Baru is een bestuurslaag in het regentschap Rejang Lebong van de provincie Bengkulu, Indonesië. Dusun Baru telt 749 inwoners (volkstelling 2010).